# Cristoforo da Gama
Cristoforo da Gama, talvolta citato in alcuni testi come Christovam da Gama o Cristóvão da Gama, (Évora, 1515 – Uoflà, 29 agosto 1542), è stato un condottiero ed esploratore portoghese, figlio quartogenito di Vasco da Gama e Catarina de Ataíde.

### In italiano
- Miguel de Castanhoso, Cesare Nerazzini (a cura di), Storia della spedizione portoghese in Abissinia nel secolo XVI, Nabu Press, 2010. ISBN 9781141229239

### In portoghese
- Miguel de Castanhoso, Dos feitos de D. Christovam da Gama em Ethiopia, ediz. FM Esteves Pereira, Lisbona 1898.